# Stephanochilus
Stephanochilus é um género botânico pertencente à família Asteraceae.
1. ↑  «Stephanochilus — World Flora Online». www.worldfloraonline.org. Consultado em 19 de agosto de 2020